# Камыши (Тверская область)
Камыши — деревня в Бологовском районе Тверской области. Входит в состав городского поселения Город Бологое.
Код ОКАТО: 28408000007. Индекс: 171076

## История
В 1965 г. Указом Президиума ВС РСФСР деревня Жабница переименована в Камыши.

## Население
| 2010 |
| ---- |
| 5    |

## География
Находится к западу от оз. Жабницкое.
Расстояние до районного центра: Бологое: 11 км.
Расстояние до областного центра: Тверь 150 км.
Расстояние до столицы: Москва 308 км.
Ближайшие населенные пункты
в радиусе 10 км — 21 населенный пункт:
Дудино, Бабошино 1 км, Скробово 1 км, Забелье 2 км, Кафтинский Городок 2 км, Бушевец 4 км, Подол 4 км, Липно 4 км, Платищенка 5 км, Бочановка 6 км, Пальцево 6 км, Починок 6 км, Савино 7 км, Пруды 8 км, Кафтино 8 км, Тубосс 9 км, Дивинец 9 км, Подлипье 9 км, Фефелово 10 км, Подшевелиха 10 км, Федово 10 км.